# Estany de Llebreta
L'Estany de Llebreta és un llac d'origen glacial, de 8 hectàrees i 12 m de fondària màxima, que es troba dins del Parc Nacional d'Aigüestortes i Estany de Sant Maurici, a 1.619 m d'altitud, en el terme municipal de la Vall de Boí, a l'Alta Ribagorça. Molt a prop de l'estany, a ponent, es troba l'ermita de Sant Nicolau de Boí que dona nom a la vall.

## Descripció
Orientat est oest-sud-oest, és un estany poc profund, en procés de rebliment. Situat en la ribera del Sant Nicolau, a peus del Tuc de Llebreta (SSE), riu avall de la Cascada de Sant Esperit (E), desaigua per ponent.

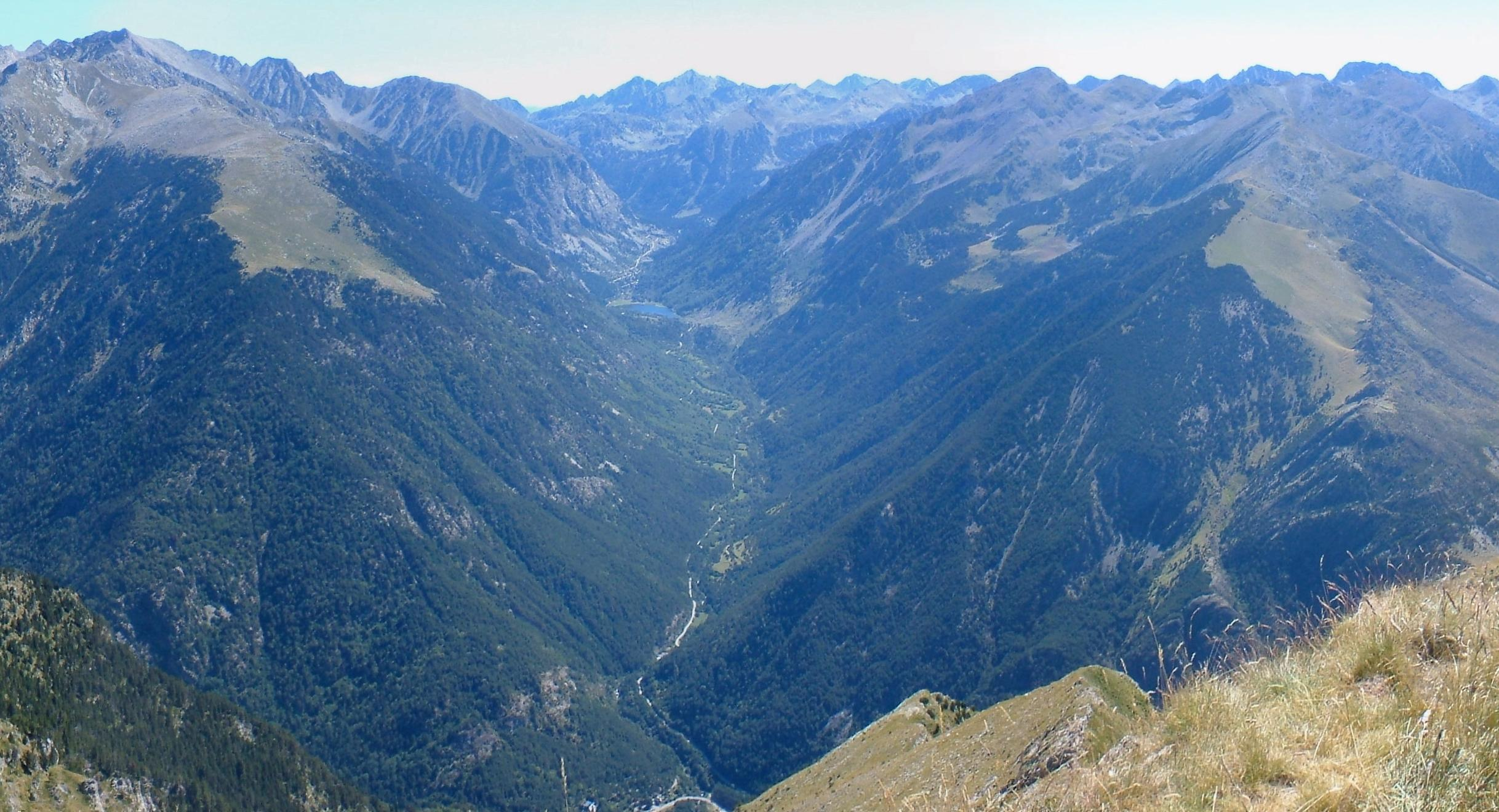
Entrada a la Vall de Sant Nicolau, vista des de l'Aüt. L'Estany de Llebreta és apreciable a la zona intermèdia del primer tram de la vall.

El seu origen no és degut a la sobreexcavació de les glaceres com passa en altres estanys, sinó a una esllavissada en un dels vessants de la muntanya que va ocasionar una barrera en la vall on es troba. Té 8 ha de superfície i 11.5 m de fondària tot i que la característica morfològica de més relleu és la mida de la seva conca natural, de 5400 ha.

## Flora
És dels pocs estanys totalment envoltats per bosc, tant de boscos mixts d'avet (Abies alba) i pi negre (Pinus uncinata), com de pinedes de pi negre amb neret (Rhododendron ferrugineum), de pi roig (Pinus sylvestris) i també de boscos mixts de faig (Fagus sylvatica) i avet.
Per sobre el límit del bosc, la vegetació dominant són els gespets (prats de Festuca eskia), però també hi ha neretars (matollars de Rhododendron ferrugineum), balegars (matollars de Genista balansae), màquies amb barreja de carrasca (Quercus rotundifolia) i roures (Quercus spp.), prats de pèl caní (Nardus stricta), de sudorn (F. paniculata), de F. airoides o de F. yvesii, i prats amb F. nigrescens, Trifolium thalii, Ranunculus gouanii.
Hi ha una rica diversitat de fanerògames aquàtiques, representades per Potamogeton berchtoldii, l'espargani (Sparganium angustifolium), el ranuncle aquàtic (Ranunculus aquatilis), la subulària (Subularia aquatica), Myriophyllum alterniflorum, al fons Nitella sp., i al litoral Carex rostrata.

## Fauna
Faunísticament, és dels pocs estanys dels Pirineus probablement han estat colonitzats per les truites de manera natural, encara que també hi havia hagut introduccions, aquestes es van aturar fa força anys en passar a fer-se una gestió moderna del Parc. A l'estany hi ha truita comuna (Salmo trutta) i barb roig (Phoxinus phoxinus). A les zones més someres també hi ha granota roja (Rana temporaria).

## Estat ecològic
L'estat ecològic és bo, segons la classificació de la Directiva Marc de l'Aigua. Es troba dins del Parc Nacional d'Aigüestortes i estany de Sant Maurici, que n'hauria de garantir un bon estat de conservació. Amb tot i això, es veu afectat per l'extracció d'aigua de la presa de Sant Esperit, que deriva una bona part de la que li hauria d'arribar de manera natural cap a una central hidroelèctrica. S'hauria de garantir que aquesta derivació d'aigües no alteri l'oscil·lació natural dels cabals dels rius que hi drenen. En aquest sentit sembla que en els darrers anys es porta una gestió adequada.